# عارف العزوني
عارف العزوني (1896-1961) أديب وصحفي فلسطيني، ولد في مدينة يافا. تلقى تعليمه الإبتدائي في مدرسة الفرير الفرنسية بيافا وأكمل دراسته الثانوية في مدرسة عينطوره بلبنان، وكان يتحدث لغاتً عدة منها العربية والتركية والفرنسية والإيطالية.

## حياته
عمل العزوني بمجال التعليم في المدرسة الرشيدية ومدرسة العلوم الإسلامية عام 1912، ثم محرراً في الصحف التي كانت تصدر في يافا منها (فلسطين والجزيرة والحرية والدفاع) بالإضافة إلى بعض الصحف المصرية مثل السياسة الأسبوعية والأهرام. وفي عام 1936 أصدر العزوني بالشراكة مع القاص محمود سيف الدين الإيراني مجلة الفجر وهي تعتبر أهم مجلة أدبية صدرت في فلسطين قبل النكبة حيث انهُ كتب فيها تسعين قصة أبرزها قصة (لاجئ) وترجمت إلى الإنجليزية.
خلال فترة الحرب العالمية الثانية اعتقلته سلطات الإنتداب البريطانية بتهمة نشر دعايات ضدها. وبعد تهجيره القسري انتقل للعيش بمدينة نابلس وعمل في جريدة فلسطين ثم معلماً في وكالة الغوث، وعمل مراسلاً لجريدة البيان في نيويورك وإذاعة لندن وصوت أمريكا قام ابنه نبيل العزوني بنشر كتاب عن والده بعنوان "عارف العزونى رائد من رواد الأدب الفلسطيني" بعد ثماني وعشرين سنة من وفاته.

## وفاته
توفي في 6 نوفمبر 1961 في نابلس.